# Morski Klub Sportowy Pogoń Szczecin
Il Morski Klub Sportowy Pogoń Szczecin (polacco per Club sportivo marittimo Pogoń Stettino), noto come Pogoń Szczecin e in Italia come Pogoń Stettino, è una società calcistica polacca con sede nella città di Stettino. Milita nell'Ekstraklasa, la massima divisione del campionato polacco di calcio.
Fondato il 21 aprile 1948, nella sua storia ha ottenuto due secondi posti in campionato e ha disputato quattro finali della coppa nazionale, perdendole tutte. A livello internazionale ha preso parte a tre edizioni della Coppa UEFA senza mai riuscire a superare il primo turno.
Disputa le partite interne nello Stadio municipale (pol. Stadion Miejski) di Stettino, che può contenere 21 163 spettatori.

## Storia
Il club venne fondato il 21 aprile 1948 da un gruppo di polacchi arrivati da Leopoli, riprendendo gli stessi colori del Pogoń Lwow, squadra della città di provenienza. Pogoń è il nome polacco della Pahonia, l'inseguitore a cavallo, che forma ancora lo stemma nazionale.
Disputa il primo campionato in massima divisione nella stagione 1959 classificandosi al decimo posto, ma viene retrocesso la stagione successiva. Negli anni sessanta rimane tra la prima e la seconda divisione, ottenendo come massimo risultato il sesto posto ottenuto nella stagione 1967-1968. Il club trascorre gli anni settanta quasi interamente in prima divisione, ed ottiene un buon quarto posto nella stagione 1970-1971, che per poco non consente alla squadra la partecipazione alla nascente Coppa UEFA.
Gli anni ottanta sono probabilmente uno dei migliori periodi per il club: nel 1981 il Pogoń, pur militando in seconda divisione, disputa la finale della coppa nazionale, ma viene sconfitto 1-0 ai tempi supplementari dal Legia Varsavia. Nella stagione successiva torna in prima divisione, e conquista subito un sesto posto. Disputa per il secondo anno consecutivo la finale di Coppa, ma viene nuovamente sconfitto: il trofeo viene conquistato dal Lech Poznań, che vince la partita 1-0. Le due stagioni successive sono sicuramente positive: la squadra conquista infatti un quarto e un terzo posto, posizione quest'ultima che consente alla squadra di partecipare alla Coppa UEFA 1984-1985. Tuttavia il cammino del Pogoń termina al primo turno, dove viene eliminato dai tedeschi del Colonia, vincitori di entrambe le partite.
Dopo due campionati conclusi nella parte bassa della classifica, il club conquista un buon secondo posto, miglior piazzamento di sempre, nella stagione 1986-1987, oltretutto Marek Leśniak è il capocannoniere del campionato con ventiquattro gol. A questo piazzamento fa seguito un'altra partecipazione alla Coppa UEFA, in cui incontra il Verona. Dopo aver pareggiato 1-1 la partita casalinga, i polacchi perdono 3-1 la trasferta al Bentegodi, e abbandonano quindi la competizione. Il Pogoń trascorre altri due anni in prima divisione, e viene retrocesso al termine del campionato 1988-1989 per aver perso lo spareggio promozione-retrocessione contro il Motor Lublin.
Il club torna a giocare in prima divisione nel campionato 1992-1993, che viene concluso al settimo posto; va meglio nella stagione successiva, in cui finisce quinto. Partecipa in seguito alla Coppa Intertoto 1995, ma non va oltre la fase a gruppi. Retrocede al termine di quella stagione, rimanendo in seconda divisione per un solo anno, per poi tornare nel massimo campionato. Da qui alla fine degli anni novanta, però, finisce sempre nella parte bassa della classifica.
Gli anni duemila si aprono nel migliore dei modi, con un altro secondo posto conquistato nella stagione 2000-2001. A questo piazzamento fa però seguito una poco fortunata partecipazione alla Coppa UEFA 2001-2002: la squadra viene sorteggiata nel turno preliminare contro gli islandesi del Fylkir, che sconfiggono i polacchi nel doppio confronto. Dopo essere nuovamente retrocesso e risalito, il club partecipa alla Coppa Intertoto 2005, ma si ferma al secondo turno.
Il 2 aprile 2005, su richiesta dei tifosi, fu sospesa la partita di Ekstraklasa, Lech-Pogoń in segno di rispetto per le condizioni dell'allora papa Giovanni Paolo II. Alla notizia, falsa, che il papa era morto, un portavoce dei tifosi del Lech ha chiesto al quarto uomo se era possibile sospendere la partita e l'arbitro l'ha fatto, in accordo con i capitani. I giocatori si sono radunati a centrocampo per un momento di raccoglimento comune, mentre i tifosi in silenzio hanno ritirato bandiere e striscioni.
Il Pogon Stettino è stata la prima squadra polacca a schierare nel massimo campionato nazionale una formazione composta da undici stranieri (uno slovacco e dieci brasiliani) nella gara dell'11 aprile 2006 contro il Górniczy Klub Sportowy Bełchatów persa per due reti a zero. Tutto nasce dall'idea dell'allora presidente Antoni Ptak, che voleva costruire un piccolo Brasile in riva al Baltico. Il presidente costruì persino un albergo, per ospitare i giocatori brasiliani a Gutow Maly.
Il Pogoń viene nuovamente retrocesso nella stagione 2006-2007. Questa volta però, il club non riesce ad iscriversi al campionato di seconda divisione, ed è costretto a ripartire dalla III liga, la quarta serie del campionato polacco. La squadra riconquista la seconda divisione dopo soli due anni, e nel 2010 disputa la sua terza finale di Coppa contro il Jagiellonia, che vince però la partita 1-0.
Finalmente, dopo il secondo posto nella stagione 2011-2012 del campionato cadetto, il Pogoń torna a disputare il massimo campionato polacco nella stagione 2012-2013.

## Cronologia del nome
- 1948 : fondazione del club.
- 1949 : ZS Związkowiec Szczecin
- 1950 : KS Kolejarz
- 1955 : KS Pogoń Szczecin
- 1970 : MKS Pogoń Szczecin

## Allenatori
A partire dal 1951, in ordine cronologico
- 1951-1952: Kazimierz Chrostek
- 1953: Zygmunt Czyżewski
- 1954: Henryk Wielga
- 1955: Mieczysław Matyas
- 1956-1958: Florian Krygier
- 1959: Edward Brzozowski
- 1960: Florian Krygier
- 1960-1961: Edward Brzozowski
- 1962-1963: Zygmunt Czyżewski
- 1963-1964: Marian Suchogórski
- 1964-1965: Zbigniew Ryziewicz
- 1965-1970: Stefan Żywotko
- 1970: Eugeniusz Ksol
- 1970-1972: Eugeniusz Ksol e Karel Kosarz
- 1972-1973: Edmund Andrzej Zientara
- Bogusław Hajdas
- Aleksander Mandziara
- Hubert Fiałkowski
- Konstanty Pawlikaniec
- 1979-1981: Jerzy Kopa
- 1981-1985: Eugeniusz Ksol
- 1985: Maciej Mikołaj Hejn
- 1985-1987: Leszek Jezierski
- 1987-1988: Jan Jucha
- 1988: Lesław Ćmikiewicz
- 1988-1990: Eugeniusz Ksol
- 1990: Włodzimierz Obste Bogusław Baniak
- 1990: Aleksander Brożyniak
- 1991: Jerzy Jatczak,
- 1991: Eugeniusz Różański
- 1992: Leszek Jezierski
- 1992-1993: Romuald Szukiełowicz
- 1994: Jerzy Kasalik
- 1995: Orest Lenczyk
- 1995-1996: Janusz Pekowski
- 1996-1997: Romuald Szukiełowicz
- 1997-1998: Bogusław Baniak
- 1999: Jan Jucha
- 1999-2000: Albin Mikulski
- 2000: Edward Lorens
- 2000-2001: Leszek Jezierski
- 2001-2002: Mariusz Kuras
- 2002: Albin Mikulski
- 2002-2003: Jerzy Wyrobek
- 2003-2004: Bogusław Baniak
- 2004: Pavel Malura e Bogusław Baniak
- 2004: Bogusław Baniak
- 2004-2005: Bohumil Páník
- 2005: Bogusław Pietrzak
- 2005-2006: Bohumil Páník
- 2006: José Carlos Serrão
- 2006: Bohumil Páník
- 2006: Mariusz Kuras
- 2006-2007: Libor Pala
- 2007: Bogusław Baniak
- 2007: Marcin Kaczmarek
- 2007-2008: Mariusz Kuras
- 2008-2010: Piotr Mandrysz
- 2010:  Maciej Stolarczyk
- 2010-2011: Artur Płatek
- 2011: Jerzy Rot
- 2011-2012: Marcin Sasal
- 2012:  Ryszard Tarasiewicz
- 2012-2013:  Artur Skowronek
- 2013-2014:  Dariusz Wdowczyk
- 2014-2015:  Ján Kocian
- 2015-2016:  Czesław Michniewicz
- 2016-2017:  Kazimierz Moskal
- 2017:  Maciej Skorża
- 2017-2022:  Kosta Runjaić
- 2022-2024:  Jens Gustafsson
- 2024-in corso:  Robert Kolendowicz

## Statistiche

### Partecipazioni alle Coppe europee
| Stagione | Torneo               | Turno         | Club             | Andata | Ritorno | Totale |
| -------- | -------------------- | ------------- | ---------------- | ------ | ------- | ------ |
| 1984-85  | Coppa UEFA           | Trentaduesimi | Colonia          | 1-2    | 0-1     | 1-3    |
| 1987-88  | Coppa UEFA           | Trentaduesimi | H.Verona         | 1-1    | 1-3     | 2-4    |
| 1995     | Coppa Intertoto UEFA | Gruppo        | Cannes           | 1-2    |         |        |
| 1995     | Coppa Intertoto UEFA | Gruppo        | Farul Costanza   | 1-2    |         |        |
| 1995     | Coppa Intertoto UEFA | Gruppo        | Dnepr Mogilev    | 3-3    |         |        |
| 1995     | Coppa Intertoto UEFA | Gruppo        | FK Becej         | 1-2    |         |        |
| 2001-02  | Coppa UEFA           | Preliminare   | Fylkir           | 1-2    | 1-1     | 2-3    |
| 2005     | Coppa Intertoto UEFA | Primo turno   | Tiligul Tiraspol | 3-0    | 6-2     | 9-2    |
| 2005     | Coppa Intertoto UEFA | Secondo turno | Sigma Olomouc    | 0-1    | 0-0     | 0-1    |

In grassetto la gara casalinga.

## Organico

### Rosa 2025-2026
Rosa aggiornata al 18 agosto 2025.
| N. |                       | Ruolo | Calciatore           |
| -- | --------------------- | ----- | -------------------- |
| 2  | Portogallo (bandiera) | D     | Marian Huja          |
| 4  | Brasile (bandiera)    | D     | Léo Borges           |
| 6  | Polonia (bandiera)    | C     | Jan Biegański        |
| 7  | Gambia (bandiera)     | A     | Musa Juwara          |
| 8  | Norvegia (bandiera)   | C     | Fredrik Ulvestad     |
| 9  | Grecia (bandiera)     | A     | Euthymios Koulourīs  |
| 10 | Polonia (bandiera)    | C     | Adrian Przyborek     |
| 11 | Polonia (bandiera)    | C     | Kamil Grosicki       |
| 13 | Grecia (bandiera)     | D     | Dīmītrios Keramitsīs |
| 14 | Spagna (bandiera)     | A     | José Ángel Pozo      |
| 17 | Polonia (bandiera)    | D     | Jakub Lis            |
| 18 | Nigeria (bandiera)    | A     | Paul Mukairu         |
| 19 | Senegal (bandiera)    | C     | Mor Ndiaye           |
| 20 | Polonia (bandiera)    | A     | Patryk Paryzek       |
| 22 | Croazia (bandiera)    | D     | Danijel Lončar       |

| N. |                       | Ruolo | Calciatore           |
| -- | --------------------- | ----- | -------------------- |
| 28 | Svezia (bandiera)     | D     | Linus Wahlqvist      |
| 29 | Polonia (bandiera)    | A     | Mateusz Bąk          |
| 31 | Polonia (bandiera)    | P     | Krzysztof Kamiński   |
| 32 | Grecia (bandiera)     | D     | Leonardo Koutrīs     |
| 33 | Slovacchia (bandiera) | P     | Alex Pesković        |
| 35 | Polonia (bandiera)    | C     | Maciej Wojciechowski |
| 36 | Polonia (bandiera)    | D     | Jakub Zawadzki       |
| 37 | Polonia (bandiera)    | A     | Kacper Stanowski     |
| 38 | Polonia (bandiera)    | D     | Rafał Jakubowski     |
| 47 | Polonia (bandiera)    | C     | Natan Ława           |
| 55 | Brasile (bandiera)    | A     | Renyer               |
| 61 | Polonia (bandiera)    | C     | Kacper Smoliński     |
| 77 | Romania (bandiera)    | P     | Valentin Cojocaru    |
| 91 | Polonia (bandiera)    | P     | Kuba Bochniarz       |
| 99 | Polonia (bandiera)    | A     | Kacper Kostorz       |

## Palmarès

### Competizioni nazionali
- Campionato polacco di seconda divisione: 5

1958, 1962, 1980-1981, 1991-1992, 2003-2004

### Competizioni internazionali
- Coppa Intertoto: 3

1977, 1983, 1987

### Altri piazzamenti
- Campionato polacco:

Secondo posto: 1986-1987, 2000-2001
Terzo posto: 1983-1984, 2020-2021, 2021-2022
- Coppa di Polonia:

Finalista: 1980-1981, 1981-1982, 2009-2010, 2023-2024, 2024-2025
Semifinalista: 1963-1964, 1965-1966, 1974-1975, 1981-1982, 1985-1986, 2016-2017